# Coupe Davis 2017
Navigation
Édition précédente Édition suivante
La Coupe Davis 2017 est la 106e édition de ce tournoi de tennis professionnel masculin par nations. Les rencontres se déroulent du 3 février au 26 novembre dans différents lieux.
La France remporte son 10e saladier d'argent grâce à sa victoire en finale face à la Belgique trois victoires à deux.

## Contexte
Le "Groupe Mondial" de l'édition 2017 de la Coupe Davis met aux prises 16 équipes sélectionnées en fonction de leurs résultats durant l'édition précédente :
- les nations ayant atteint les quarts de finale (1re ligne),
- les nations ayant remporté leur match de barrage (2e ligne).

| Groupe mondial |               |                      |             |               |                |                |                 |
| Argentine (V)  | Croatie (F)   | Grande-Bretagne (DF) | France (DF) | Serbie (QF)   | Italie (QF)    | Tchéquie (QF)  | États-Unis (QF) |
| Suisse (HF)    | Belgique (HF) | Australie (HF)       | Canada (HF) | Russie (Gr I) | Espagne (Gr I) | Allemagne (HF) | Japon (HF)      |

Le tournoi se déroule en parallèle dans les groupes inférieurs des zones continentales, avec pour enjeu d'accéder au groupe supérieur. Un total de 125 nations participent à la compétition :
- 16 dans le "Groupe Mondial",
- 23 dans la "Zone Amérique",
- 35 dans la "Zone Asie/Océanie",
- 51 dans la "Zone Afrique/Europe".

## Déroulement du tournoi

### Avant le début de la compétition
On note les forfaits pour l'ensemble de la campagne 2017 de l'Argentin Juan Martín del Potro, du Croate Ivan Dodig, de l'Espagnol Rafael Nadal, du Japonais Kei Nishikori, des Suisses Roger Federer et Stanislas Wawrinka, et du Tchèque Tomáš Berdych. Le Britannique Andy Murray a, quant à lui, été contraint au repos forcé par son capitaine, Leon Smith. À noter également que Jo-Wilfried Tsonga, qui avait annoncé dans un premier temps son refus de participer à la Coupe Davis cette année, est finalement revenu sur ses propos.
Le Serbe Nenad Zimonjić, toujours en activité, succède à Bogdan Obradović, au poste de capitaine. Il officie également en tant que joueur de double.
Âgés de 38 ans, les frères Bryan annoncent qu'ils ne disputeront plus la Coupe Davis avec les États-Unis. Pour rappel, les jumeaux américains ont remporté 25 doubles pour 29 matches disputés sous les couleurs américaines.
L'équipe de France aborde cette nouvelle année dans un climat relativement tendu, après la non-sélection en début d'année du numéro 1 français, Gaël Monfils, par Yannick Noah, suivie des déclarations de ce dernier à l'égard de son joueur. En effet, le capitaine tricolore justifie ce choix en déclarant que le Parisien n'est pas assez motivé pour disputer la Coupe Davis, souhaitant « préserver l'état d'esprit du groupe ».

### Huitièmes de finale
Dans la partie haute du tableau, l'Argentine se retrouve menée 2 à 0 à la fin de la première journée. Les tenants du titre reviennent à 2 matches à 1 le lendemain, où Carlos Berlocq et Leonardo Mayer éliminent Simone Bolelli et Fabio Fognini, vainqueurs de l'Open d'Australie 2014, en 5 sets (7-67 dans la manche décisive). Un seul match est disputé le dimanche, en raison de fortes pluies, qui contraignent les organisateurs à suspendre la rencontre à deux reprises. Carlos Berlocq, 81e en simple, parvient, à cette occasion, à remettre son équipe à égalité en battant Paolo Lorenzi en 5 manches. Le match décisif, disputé donc le lundi, est à la hauteur des attentes d'un match de Coupe Davis puisque Fabio Fognini s'impose après plus de 4 heures de jeu face à Guido Pella, après avoir été mené 2 sets à 0. L'équipe italienne affrontera la Belgique qui élimine l'Allemagne 4 à 1, alors qu'elle est privée de son leader David Goffin. L'homme fort de cette rencontre est incontestablement Steve Darcis, 58e mondial, qui réussit à battre d'abord Philipp Kohlschreiber, 29e, en 5 sets, puis Alexander Zverev, 22e.
L'Australie écarte, quant à elle, la Tchéquie, amputée de Tomáš Berdych. Emmenés par Nick Kyrgios, les Australiens prennent le large dès la première journée en remportant les deux premiers simples, grâce notamment à Jordan Thompson, 65e mondial, préféré à Bernard Tomic, qui s'impose face au numéro 1 tchèque, Jiří Veselý. L'affaire est conclue le lendemain, lors du double, durant lequel Sam Groth et John Peers, vainqueur de l'Open d'Australie dans la discipline une semaine plutôt, prennent le dessus sur une équipe composée, à la dernière minute, de Jan Šátral et Jiří Veselý, à la suite du forfait de Radek Štěpánek, qui s'est blessé au dos lors de la préparation. Ils affronteront en quart de finale les États-Unis, qui se sont débarrassés des Suisses, privés de Roger Federer et Stanislas Wawrinka, 3 à 0.
Dans la partie basse, l'équipe de France, emmenée par Richard Gasquet et Gilles Simon, dispose du Japon 4 à 1. L'absence du leader nippon, Kei Nishikori, se ressent puisque les Français mènent 2 à 0 dès le vendredi. La rencontre se conclut le lendemain à l'occasion du double, qui réunit les numéros 1 mondiaux de la discipline, Pierre-Hugues Herbert et Nicolas Mahut, face à Yuichi Sugita et Yasutaka Uchiyama. Les tricolores affronteront la Grande-Bretagne, qui s'impose face au Canada sur disqualification. En effet, lors du cinquième match décisif, le Canadien Denis Shapovalov, sur un excès de colère après avoir sorti un revers, envoie une balle sur l'arbitre, qui n'a d'autre choix que de le disqualifier, offrant ainsi la victoire à Kyle Edmund et son pays.
Enfin, la Serbie de Novak Djokovic élimine la Russie 4 à 0, après, pourtant, avoir été mal embarquée dans les deux premiers simples. Viktor Troicki bat tout d'abord difficilement en 5 sets Karen Khachanov. Novak Djokovic est ensuite bousculé par Daniil Medvedev, 19 ans, qui remporte la 1re manche (6-3), mais doit abandonner au cours du 4e set, offrant à l'équipe adverse l'avantage à la fin de la première journée. Viktor Troicki et Nenad Zimonjić qualifient ensuite leur pays pour les quarts de finale. La Serbie affrontera l'Espagne, absente du groupe mondial depuis 2014, et qui a du mal à battre la Croatie, finaliste sortant, amputée de ses leaders Marin Čilić et Ivan Dodig. Franko Škugor, 223e mondial, crée d'abord la sensation à l'occasion du 1er simple en battant Pablo Carreño-Busta, 26e, en 5 manches (7-66 dans le set décisif). Les deux équipes se retrouvent à égalité à la fin de la première journée. Le lendemain, Nikola Mektić et Marin Draganja battent, également en 5 sets, Feliciano López et Marc López, numéros 5 mondiaux. Roberto Bautista-Agut égalise à nouveau et c'est finalement Pablo Carreño-Busta qui envoie son pays en quart de finale.

### Quarts de finale
Avant le début de la compétition, de nombreux forfaits sont à noter dans les rangs de plusieurs équipes. Le contingent français est décimé avec le congé paternité de Jo-Wilfried Tsonga, les blessures de Richard Gasquet (appendicite), Gaël Monfils (fissure du tendon d'achille) et Pierre-Hugues Herbert (lésion musculaire à la cuisse) et la méforme de Gilles Simon. Ce sont donc Jérémy Chardy et Lucas Pouille, aux résultats en dents de scie depuis le début de la saison, qui sont sélectionnés pour les simples. Julien Benneteau et Nicolas Mahut sont, quant à eux, alignés pour l'épreuve du double. Leurs adversaires, les Britanniques, doivent faire face au forfait de leur leader Andy Murray, blessé au coude. Enfin, les chefs de file espagnols, Rafael Nadal et Roberto Bautista-Agut, ne sont pas non plus sélectionnés pour leur rencontre contre la Serbie et Fabio Fognini déclare forfait pour la rencontre face à la Belgique.

### Demi-finales
Contexte
Les demi-finales à Lille et Bruxelles ne sont distantes que de 100 km à vol d'oiseau. Il s'agit des deux rencontres les plus proches dans toute l'histoire de la Coupe Davis.
La première demi-finale oppose l'Australie à la Belgique. Lleyton Hewitt a sélectionné pour cela Nick Kyrgios, redoutable cette année sur dur avec une première finale en Masters 1000, à Cincinnati, mais incertain physiquement depuis sa défaite au 1er tour de l'US Open en raison d'une blessure à l'épaule. Il est accompagné de Jordan Thompson, Thanasi Kokkinakis et John Peers, récent demi-finaliste en double à Flushing Meadows. Les Australiens doivent s'imposer face aux Belges, qui tentent de rallier pour la deuxième fois en 3 ans la finale de Coupe Davis. Ces derniers sont emmenés par leur chef de file David Goffin, longtemps blessé à la cheville depuis Roland Garros et qui connaît une saison sur dur compliquée avec deux défaites prématurées à Montréal et Cincinnati et un léger mieux à l'US Open, bien que diminué au genou. Il est rejoint par Steve Darcis, Ruben Bemelmans et Joris De Loore.
L'équipe de France affronte, quant à elle, la Serbie, démunie de ses leaders Novak Djokovic, qui a mis un terme à sa saison en raison d'une blessure au coude, Viktor Troicki et Janko Tipsarević. Même si les Tricolores sont au complet, ils ne sont pourtant pas au sommet de leur forme. En effet, Jo-Wilfried Tsonga, qui avait pourtant renoncé en début d'année à jouer la campagne 2017, est aligné en simple malgré une saison compliquée depuis Wimbledon avec un bilan de 4 défaites pour 1 seule victoire et un maigre 2e tour à l'US Open. Lucas Pouille, déjà présent contre le Japon et la Grande-Bretagne, vit, lui aussi, des moments difficiles depuis le tournoi londonien en dépit de sa présence en 1/8 de finale à Flushing Meadows, où il était le seul rescapé français. Pierre-Hugues Herbert et Nicolas Mahut, éliminés dès le 1er tour du Grand Chelem américain mais vainqueurs des Masters 1000 de Montréal et Cincinnati sont sélectionnés pour le double.
Résultats
La France se qualifie pour la 18e fois de son histoire en finale de la Coupe Davis en battant une équipe serbe combative. En effet, Dušan Lajović, 80e mondial et no 1 de son pays en l'absence de Novak Djokovic et Viktor Troicki, surprend tout le monde en battant lors du 1er simple Lucas Pouille (22e) en 4 sets. Jo-Wilfried Tsonga, leader tricolore, prend ensuite logiquement le dessus sur Laslo Djere (95e) en 3 manches. Le double est une formalité pour le tandem français Pierre-Hugues Herbert - Nicolas Mahut, qui s'impose une nouvelle fois en 3 sets. C'est finalement Jo-Wilfried Tsonga qui offre à la France l'occasion de disputer une nouvelle finale, après la désillusion vécue 3 ans auparavant dans le même stade de Villeneuve-d'Ascq contre la Suisse. Dans l'autre demi-finale, les deux meilleurs joueurs de chaque pays David Goffin et Nick Kyrgios remportent leur match le vendredi. Les Australiens John Peers et Jordan Thompson remportent ensuite le double pour mener 2 à 1. Le dimanche, David Goffin s'impose face à Nick Kyrgios pour revenir à égalité. Puis Steve Darcis remporte le dernier match pour emporter la rencontre. Les Belges retrouvent la finale de la Coupe Davis pour la 3e fois de leur histoire et pour la 2e fois en 3 ans.
Dans les matches de barrages, plusieurs équipes se sont démarquées. C'est le cas du Kazakhstan, qui se qualifie dans le groupe mondial pour la 6e fois de son histoire, en éliminant l'Argentine, tenante du titre. C'est d'ailleurs la première fois qu'un pays tenant du titre est relégué en groupe 1 depuis la Suède en 1999. Menés 2 à 0, les Pays-Bas renversent la Tchéquie et retrouvent le groupe mondial, qu'ils avaient quitté en 2014. Les Tchèques quittent, quant à eux, le groupe mondial pour la première fois depuis 2006. L'Allemagne, démunie de ses chefs de file Alexander Zverev, Mischa Zverev et Philipp Kohlschreiber, parvient tout de même à se maintenir en évinçant le Portugal. Malgré l'absence de Roger Federer et Stanislas Wawrinka, la Suisse reste également dans le groupe mondial en battant la Biélorussie grâce aux indéfectibles Marco Chiudinelli et Henri Laaksonen, respectivement classés à la 262e et 115e place mondiale. Le Canada et le Japon, qui a terminé sa rencontre contre le Brésil le lundi en raison des fortes pluies s'abattant sur Osaka, se maintiennent également dans le groupe mondial sans trop de problèmes.

### Finale
Contexte

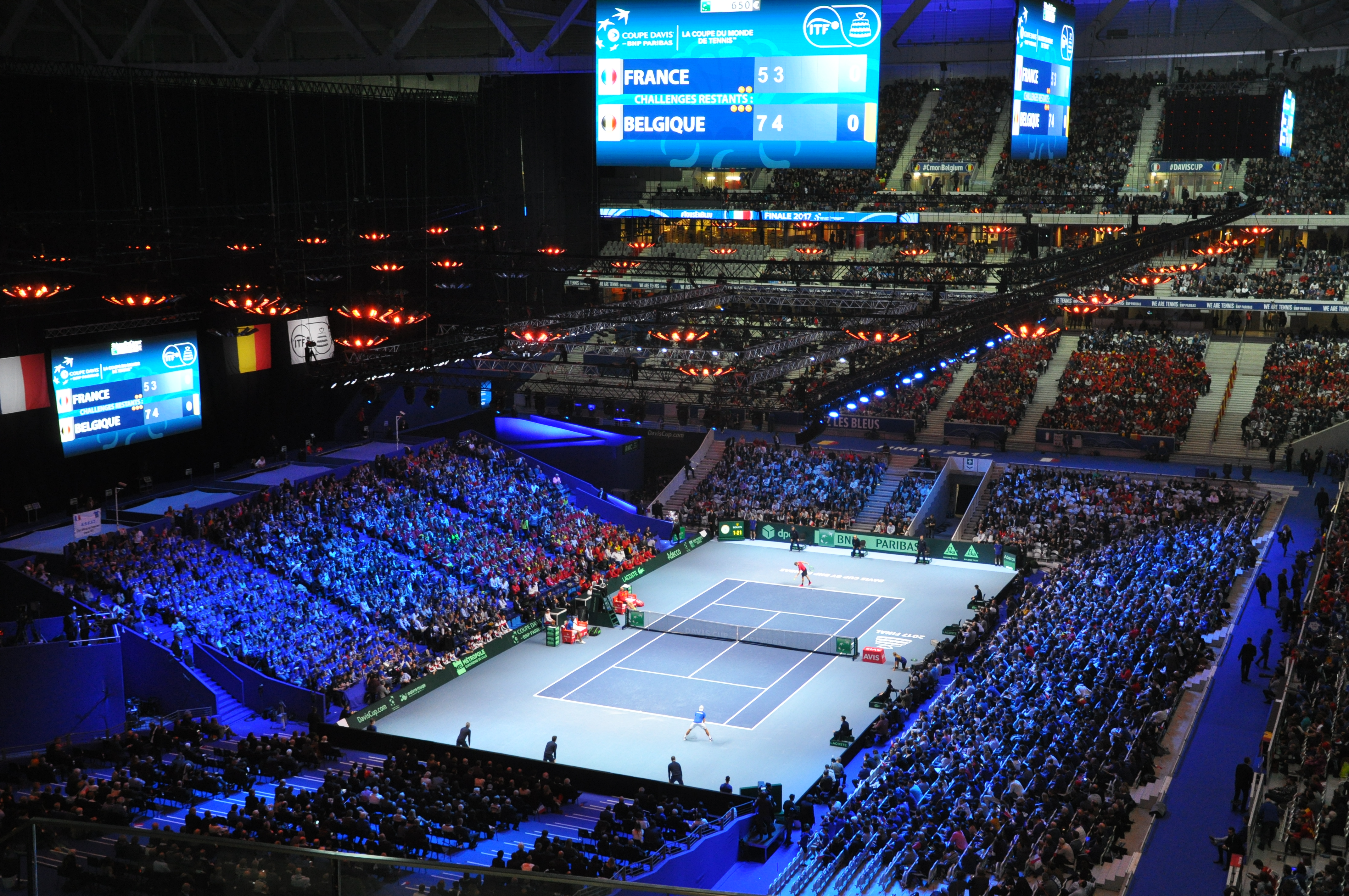
Le match entre Pouille et Goffin.

La finale entre la France et la Belgique se joue en France, leur dernier duel ayant eu lieu en Belgique en 2001. Le site choisi est de nouveau le stade Pierre-Mauroy à Villeneuve-d'Ascq, déjà préféré pour la finale en 2014 et la demi-finale contre la Serbie cette année. Alors que les deux dernières rencontres s'étaient jouées sur terre battue, elle se dispute cette fois-ci sur dur. À noter que le stade se trouve à seulement 10 kilomètres de la frontière belge.
Dix jours avant le début de la compétition, les deux capitaines annoncent leur sélection. Yannick Noah soumet une liste de six joueurs, qui est sujette à modification jusqu'au jour du tirage au sort. Celle-ci est composée de Jo-Wilfried Tsonga, qui a remporté quatre titres cette saison dont un à Anvers en octobre, Lucas Pouille, présent à chaque rencontre de cette campagne 2017 et qui s'est fait remarquer en fin de saison avec son premier sacre en ATP 500 à Vienne ainsi que Pierre-Hugues Herbert et Nicolas Mahut, piliers du double de l'équipe de France et vainqueurs cette année de trois Masters 1000. Richard Gasquet et Julien Benneteau, qui a marqué les esprits lors du tournoi de Paris-Bercy en atteignant les demi-finales, après avoir écarté deux top 10 (David Goffin et Marin Čilić), sont tous les deux remplaçants. À noter que Gaël Monfils, blessé au genou, n'a pu répondre présent à ce rendez-vous et serait, si la France venait à s'imposer, le seul des Néo-mousquetaires à ne pas remporter le Saladier d'argent puisqu'il n'a participé à aucun match de cette campagne 2017. La veille de la première journée, Yannick Noah annonce contre toute attente que Nicolas Mahut et Julien Benneteau sont écartés de la sélection ; la paire de double est alors formée par Pierre-Hugues Herbert et Richard Gasquet qui n'ont jamais joué ensemble en match officiel.
Du côté de la Belgique, le capitaine Johan Van Herck est resté fidèle aux joueurs qu'il a sélectionnés depuis le début de l'année. Cette équipe est emmenée par David Goffin, 7e mondial et finaliste au Masters de Londres quelques jours auparavant, Steve Darcis, blessé à l'épaule depuis début octobre et qui a choisi de mettre fin à sa saison à ce moment-là pour justement se préserver pour la finale, ainsi que Ruben Bemelmans, Arthur De Greef et Joris De Loore. La veille de la première journée, Johan Van Herck annonce qu'il sélectionne Ruben Bemelmans et Joris De Loore pour jouer le double.
Résultats
Lucas Pouille dispute la première rencontre face à David Goffin. Dominateur et percutant dans les échanges, le Belge ne concède aucune balle de break. Fidèle à son statut de numéro 7 mondial, il écarte le Français en 3 sets et apporte le premier point à son équipe. Lors du deuxième match, Jo-Wilfried Tsonga s'impose face à Steve Darcis, à nouveau en 3 sets et remet les deux pays à égalité. Le lendemain, Richard Gasquet et Pierre-Hugues Herbert sont maintenus à leur poste de joueur de double et défient Ruben Bemelmans et Joris De Loore. Les deux Français affichent une belle complémentarité sur le court et battent le tandem belge en 4 sets, malgré une petite frayeur lorsque les Belges ont servi pour mener deux sets à un. La France mène alors 2 à 1 à l'issue de la deuxième journée. Le dimanche, les numéros 1 de chaque équipe s'affrontent. Imperturbable dans les moments tendus et opportuniste quand il le fallait, David Goffin, le mieux classé des deux, prend l'ascendant sur Jo-Wilfried Tsonga. Après un premier set disputé où il remporte le tie-break alors que le Français s'était procuré 6 balles de break (dont une balle de set), le Belge conclut en 3 sets. La Belgique recolle à 2 partout. Lucas Pouille et Steve Darcis s'affrontent alors pour un match décisif. Le Nordiste maîtrise parfaitement la rencontre ne laissant que 4 jeux à son adversaire.
La France remporte ainsi sa dixième Coupe Davis, la première depuis 16 ans. C'est la troisième fois dans l'histoire de cette compétition qu'autant de joueurs (8) sont récompensés, après les États-Unis en 1963 et la Suède en 1998. En effet, Julien Benneteau, Jérémy Chardy, Richard Gasquet, Pierre-Hugues Herbert, Nicolas Mahut, Lucas Pouille, Gilles Simon et Jo-Wilfried Tsonga ont chacun joué au moins un match lors de cette campagne 2017 et soulèvent pour la première fois de leur carrière le Saladier d'argent. En tant que capitaine, Yannick Noah sacre l'équipe de France pour la troisième fois, après 1991 et 1996.
Le Monde souligne la faiblesse des équipes affrontées par l'équipe de France en l'absence de joueurs majeurs (Kei Nishikori, Andy Murray, Novak Djokovic) : Daniel Evans, 44e mondial, est ainsi le joueur le mieux classé battu par un Français lors de cette édition (Jérémy Chardy).

## Résultats

### Groupe mondial
Les nations vaincues au 1er tour jouent leur maintien pour le groupe mondial lors d'un tour de barrage. Les autres sont directement qualifiées pour le groupe mondial 2018.

#### Tableau
Les nations numérotées sont les têtes de série, selon le classement de la fédération internationale de tennis au 19 septembre 2016.
|  | Huitièmes de finale 3 - 5 février           | Huitièmes de finale 3 - 5 février             |              |   | Quarts de finale 7 - 9 avril   | Quarts de finale 7 - 9 avril   |  |  | Demi-finales 15 - 17 septembre          | Demi-finales 15 - 17 septembre          |  |  | Finale 24 - 26 novembre              | Finale 24 - 26 novembre              |
|  | Huitièmes de finale 3 - 5 février           | Huitièmes de finale 3 - 5 février             |              |   | Quarts de finale 7 - 9 avril   | Quarts de finale 7 - 9 avril   |  |  | Demi-finales 15 - 17 septembre          | Demi-finales 15 - 17 septembre          |  |  | Finale 24 - 26 novembre              | Finale 24 - 26 novembre              |
|  |                                             |                                               |              |   |                                |                                |  |  |                                         |                                         |  |  |                                      |                                      |
|  | Buenos Aires, Argentine (terre battue ext.) | Buenos Aires, Argentine (terre battue ext.)   |              |   | Charleroi, Belgique (dur int.) | Charleroi, Belgique (dur int.) |  |  | Bruxelles, Belgique (terre battue int.) | Bruxelles, Belgique (terre battue int.) |  |  | Villeneuve-d'Ascq, France (dur int.) | Villeneuve-d'Ascq, France (dur int.) |
|  | Buenos Aires, Argentine (terre battue ext.) | Buenos Aires, Argentine (terre battue ext.)   |              |   | Charleroi, Belgique (dur int.) | Charleroi, Belgique (dur int.) |  |  | Bruxelles, Belgique (terre battue int.) | Bruxelles, Belgique (terre battue int.) |  |  | Villeneuve-d'Ascq, France (dur int.) | Villeneuve-d'Ascq, France (dur int.) |
|  | Argentine (1)                               | 2                                             |              |   | Charleroi, Belgique (dur int.) | Charleroi, Belgique (dur int.) |  |  | Bruxelles, Belgique (terre battue int.) | Bruxelles, Belgique (terre battue int.) |  |  | Villeneuve-d'Ascq, France (dur int.) | Villeneuve-d'Ascq, France (dur int.) |
|  | Argentine (1)                               | 2                                             |              |   | Charleroi, Belgique (dur int.) | Charleroi, Belgique (dur int.) |  |  | Bruxelles, Belgique (terre battue int.) | Bruxelles, Belgique (terre battue int.) |  |  | Villeneuve-d'Ascq, France (dur int.) | Villeneuve-d'Ascq, France (dur int.) |
|  | Italie                                      | 3                                             |              |   | Charleroi, Belgique (dur int.) | Charleroi, Belgique (dur int.) |  |  | Bruxelles, Belgique (terre battue int.) | Bruxelles, Belgique (terre battue int.) |  |  | Villeneuve-d'Ascq, France (dur int.) | Villeneuve-d'Ascq, France (dur int.) |
|  | Italie                                      | 3                                             | Italie       | 2 |                                |                                |  |  | Bruxelles, Belgique (terre battue int.) | Bruxelles, Belgique (terre battue int.) |  |  | Villeneuve-d'Ascq, France (dur int.) | Villeneuve-d'Ascq, France (dur int.) |
|  | Francfort, Allemagne (dur int.)             |                                               | Italie       | 2 |                                |                                |  |  | Bruxelles, Belgique (terre battue int.) | Bruxelles, Belgique (terre battue int.) |  |  | Villeneuve-d'Ascq, France (dur int.) | Villeneuve-d'Ascq, France (dur int.) |
|  |                                             | Belgique (7)                                  | 3            |   |                                |                                |  |  | Bruxelles, Belgique (terre battue int.) | Bruxelles, Belgique (terre battue int.) |  |  | Villeneuve-d'Ascq, France (dur int.) | Villeneuve-d'Ascq, France (dur int.) |
|  | Belgique (7)                                | Belgique (7)                                  | 3            | 4 |                                |                                |  |  | Bruxelles, Belgique (terre battue int.) | Bruxelles, Belgique (terre battue int.) |  |  | Villeneuve-d'Ascq, France (dur int.) | Villeneuve-d'Ascq, France (dur int.) |
|  | Belgique (7)                                | Brisbane, Australie (dur ext.)                |              | 4 |                                |                                |  |  | Bruxelles, Belgique (terre battue int.) | Bruxelles, Belgique (terre battue int.) |  |  | Villeneuve-d'Ascq, France (dur int.) | Villeneuve-d'Ascq, France (dur int.) |
|  | Allemagne                                   | 1                                             |              |   |                                |                                |  |  | Bruxelles, Belgique (terre battue int.) | Bruxelles, Belgique (terre battue int.) |  |  | Villeneuve-d'Ascq, France (dur int.) | Villeneuve-d'Ascq, France (dur int.) |
|  | Allemagne                                   | 1                                             | Belgique (7) | 3 |                                |                                |  |  |                                         |                                         |  |  | Villeneuve-d'Ascq, France (dur int.) | Villeneuve-d'Ascq, France (dur int.) |
|  | Melbourne, Australie (dur ext.)             |                                               | Belgique (7) | 3 |                                |                                |  |  |                                         |                                         |  |  | Villeneuve-d'Ascq, France (dur int.) | Villeneuve-d'Ascq, France (dur int.) |
|  |                                             | Australie                                     | 2            |   |                                |                                |  |  |                                         |                                         |  |  | Villeneuve-d'Ascq, France (dur int.) | Villeneuve-d'Ascq, France (dur int.) |
|  | Tchéquie (4)                                | Australie                                     | 2            | 1 |                                |                                |  |  |                                         |                                         |  |  | Villeneuve-d'Ascq, France (dur int.) | Villeneuve-d'Ascq, France (dur int.) |
|  | Tchéquie (4)                                | Villeneuve-d'Ascq, France (terre battue ext.) |              | 1 |                                |                                |  |  |                                         |                                         |  |  | Villeneuve-d'Ascq, France (dur int.) | Villeneuve-d'Ascq, France (dur int.) |
|  | Australie                                   | 4                                             |              |   |                                |                                |  |  |                                         |                                         |  |  | Villeneuve-d'Ascq, France (dur int.) | Villeneuve-d'Ascq, France (dur int.) |
|  | Australie                                   | 4                                             | Australie    | 3 |                                |                                |  |  |                                         |                                         |  |  | Villeneuve-d'Ascq, France (dur int.) | Villeneuve-d'Ascq, France (dur int.) |
|  | Birmingham, AL, États-Unis (dur int.)       |                                               | Australie    | 3 |                                |                                |  |  |                                         |                                         |  |  | Villeneuve-d'Ascq, France (dur int.) | Villeneuve-d'Ascq, France (dur int.) |
|  |                                             | États-Unis                                    | 2            |   |                                |                                |  |  |                                         |                                         |  |  | Villeneuve-d'Ascq, France (dur int.) | Villeneuve-d'Ascq, France (dur int.) |
|  | Suisse (5)                                  | États-Unis                                    | 2            | 0 |                                |                                |  |  |                                         |                                         |  |  | Villeneuve-d'Ascq, France (dur int.) | Villeneuve-d'Ascq, France (dur int.) |
|  | Suisse (5)                                  | Rouen, France (terre battue int.)             |              | 0 |                                |                                |  |  |                                         |                                         |  |  | Villeneuve-d'Ascq, France (dur int.) | Villeneuve-d'Ascq, France (dur int.) |
|  | États-Unis                                  | 5                                             |              |   |                                |                                |  |  |                                         |                                         |  |  | Villeneuve-d'Ascq, France (dur int.) | Villeneuve-d'Ascq, France (dur int.) |
|  | États-Unis                                  | 5                                             | Belgique (7) | 2 |                                |                                |  |  |                                         |                                         |  |  |                                      |                                      |
|  | Tokyo, Japon (dur int.)                     |                                               | Belgique (7) | 2 |                                |                                |  |  |                                         |                                         |  |  |                                      |                                      |
|  |                                             | France (6)                                    | 3            |   |                                |                                |  |  |                                         |                                         |  |  |                                      |                                      |
|  | Japon                                       | France (6)                                    | 3            | 1 |                                |                                |  |  |                                         |                                         |  |  |                                      |                                      |
|  | Japon                                       |                                               |              | 1 |                                |                                |  |  |                                         |                                         |  |  |                                      |                                      |
|  | France (6)                                  | 4                                             |              |   |                                |                                |  |  |                                         |                                         |  |  |                                      |                                      |
|  | France (6)                                  | 4                                             | France (6)   | 4 |                                |                                |  |  |                                         |                                         |  |  |                                      |                                      |
|  | Ottawa, Canada* (dur int.)                  |                                               | France (6)   | 4 |                                |                                |  |  |                                         |                                         |  |  |                                      |                                      |
|  |                                             | Grande-Bretagne (3)                           | 1            |   |                                |                                |  |  |                                         |                                         |  |  |                                      |                                      |
|  | Canada                                      | Grande-Bretagne (3)                           | 1            | 2 |                                |                                |  |  |                                         |                                         |  |  |                                      |                                      |
|  | Canada                                      | Belgrade, Serbie (dur int.)                   |              | 2 |                                |                                |  |  |                                         |                                         |  |  |                                      |                                      |
|  | Grande-Bretagne (3)                         | 3                                             |              |   |                                |                                |  |  |                                         |                                         |  |  |                                      |                                      |
|  | Grande-Bretagne (3)                         | 3                                             | France (6)   | 3 |                                |                                |  |  |                                         |                                         |  |  |                                      |                                      |
|  | Niš, Serbie (dur int.)                      |                                               | France (6)   | 3 |                                |                                |  |  |                                         |                                         |  |  |                                      |                                      |
|  |                                             | Serbie (8)                                    | 1            |   |                                |                                |  |  |                                         |                                         |  |  |                                      |                                      |
|  | Russie                                      | Serbie (8)                                    | 1            | 0 |                                |                                |  |  |                                         |                                         |  |  |                                      |                                      |
|  | Russie                                      |                                               |              | 0 |                                |                                |  |  |                                         |                                         |  |  |                                      |                                      |
|  | Serbie (8)                                  | 4                                             |              |   |                                |                                |  |  |                                         |                                         |  |  |                                      |                                      |
|  | Serbie (8)                                  | 4                                             | Serbie (8)   | 4 |                                |                                |  |  |                                         |                                         |  |  |                                      |                                      |
|  | Osijek, Croatie (dur int.)                  |                                               | Serbie (8)   | 4 |                                |                                |  |  |                                         |                                         |  |  |                                      |                                      |
|  |                                             | Espagne                                       | 1            |   |                                |                                |  |  |                                         |                                         |  |  |                                      |                                      |
|  | Espagne                                     | Espagne                                       | 1            | 3 |                                |                                |  |  |                                         |                                         |  |  |                                      |                                      |
|  | Espagne                                     |                                               |              | 3 |                                |                                |  |  |                                         |                                         |  |  |                                      |                                      |
|  | Croatie (2)                                 | 2                                             |              |   |                                |                                |  |  |                                         |                                         |  |  |                                      |                                      |
|  | Croatie (2)                                 | 2                                             |              |   |                                |                                |  |  |                                         |                                         |  |  |                                      |                                      |

* Bien que la Grande-Bretagne et le Canada se soient rencontrés en 1967, un tirage au sort détermine la nation qui reçoit.

#### Matchs détaillés

##### Huitièmes de finale
| | Argentine | 2                               | - | 3 | Italie |   |    |
| --- | --------- | ------------------------------- | - | - | ------ | - | -- |
| Parque Sarmiento, Buenos Aires, Argentine |           |                                 |   |   |        |   |    |
| du 3 au 6 février 2017 sur terre battue (ext.) |           |                                 |   |   |        |   |    |
| \| 1 \| \| Guido Pella \| 3 \| 3 \| 3 \| \| \| \| 1 \| \| Paolo Lorenzi \| 6 \| 6 \| 6 \| \| \| \| 2 \| \| Carlos Berlocq \| 1 \| 2 \| 6 \| 6 \| \| \| 2 \| \| Andreas Seppi \| 6 \| 6 \| 1 \| 7 \| \| \| 3 \| \| Carlos Berlocq - Leonardo Mayer \| 6 \| 6 \| 4 \| 2 \| 7 \| \| 3 \| \| Simone Bolelli - Fabio Fognini \| 3 \| 3 \| 6 \| 6 \| 67 \| \| \| \| \| \| \| \| \| \| \| 4 \| \| Carlos Berlocq \| 4 \| 6 \| 6 \| 3 \| 6 \| \| 4 \| \| Paolo Lorenzi \| 6 \| 4 \| 1 \| 6 \| 3 \| \| \| \| \| \| \| \| \| \| \| 5 \| \| Guido Pella \| 6 \| 6 \| 3 \| 4 \| 2 \| \| 5 \| \| Fabio Fognini \| 2 \| 4 \| 6 \| 6 \| 6 \| \| \| \| \| \| \| \| \| \| |           |                                 |   |   |        |   |    |
| 1 |           | Guido Pella                     | 3 | 3 | 3      |   |    |
| 1 |           | Paolo Lorenzi                   | 6 | 6 | 6      |   |    |
| 2 |           | Carlos Berlocq                  | 1 | 2 | 6      | 6 |    |
| 2 |           | Andreas Seppi                   | 6 | 6 | 1      | 7 |    |
| 3 |           | Carlos Berlocq - Leonardo Mayer | 6 | 6 | 4      | 2 | 7  |
| 3 |           | Simone Bolelli - Fabio Fognini  | 3 | 3 | 6      | 6 | 67 |
| |           |                                 |   |   |        |   |    |
| 4 |           | Carlos Berlocq                  | 4 | 6 | 6      | 3 | 6  |
| 4 |           | Paolo Lorenzi                   | 6 | 4 | 1      | 6 | 3  |
| |           |                                 |   |   |        |   |    |
| 5 |           | Guido Pella                     | 6 | 6 | 3      | 4 | 2  |
| 5 |           | Fabio Fognini                   | 2 | 4 | 6      | 6 | 6  |
| |           |                                 |   |   |        |   |    |

| 1 |  | Guido Pella                     | 3 | 3 | 3 |   |    |
| 1 |  | Paolo Lorenzi                   | 6 | 6 | 6 |   |    |
| 2 |  | Carlos Berlocq                  | 1 | 2 | 6 | 6 |    |
| 2 |  | Andreas Seppi                   | 6 | 6 | 1 | 7 |    |
| 3 |  | Carlos Berlocq - Leonardo Mayer | 6 | 6 | 4 | 2 | 7  |
| 3 |  | Simone Bolelli - Fabio Fognini  | 3 | 3 | 6 | 6 | 67 |
|   |  |                                 |   |   |   |   |    |
| 4 |  | Carlos Berlocq                  | 4 | 6 | 6 | 3 | 6  |
| 4 |  | Paolo Lorenzi                   | 6 | 4 | 1 | 6 | 3  |
|   |  |                                 |   |   |   |   |    |
| 5 |  | Guido Pella                     | 6 | 6 | 3 | 4 | 2  |
| 5 |  | Fabio Fognini                   | 2 | 4 | 6 | 6 | 6  |
|   |  |                                 |   |   |   |   |    |

| | Allemagne | 1                                | - | 4  | Belgique |    |    |
| --- | --------- | -------------------------------- | - | -- | -------- | -- | -- |
| Fraport Arena, Francfort, Allemagne |           |                                  |   |    |          |    |    |
| du 3 au 5 février 2017 sur dur (int.) |           |                                  |   |    |          |    |    |
| \| 1 \| \| Philipp Kohlschreiber \| 4 \| 6 \| 6 \| 62 \| 65 \| \| 1 \| \| Steve Darcis \| 6 \| 3 \| 2 \| 7 \| 7 \| \| 2 \| \| Alexander Zverev \| 6 \| 6 \| 6 \| \| \| \| 2 \| \| Arthur De Greef \| 3 \| 3 \| 4 \| \| \| \| 3 \| \| Alexander Zverev - Mischa Zverev \| 3 \| 64 \| 6 \| 6 \| 3 \| \| 3 \| \| R. Bemelmans - J. De Loore \| 6 \| 7 \| 4 \| 4 \| 6 \| \| \| \| \| \| \| \| \| \| \| 4 \| \| Alexander Zverev \| 6 \| 4 \| 4 \| 68 \| \| \| 4 \| \| Steve Darcis \| 2 \| 6 \| 6 \| 7 \| \| \| \| \| \| \| \| \| \| \| \| 5 \| \| Mischa Zverev \| 5 \| 1 \| \| \| \| \| 5 \| \| Ruben Bemelmans \| 7 \| 6 \| \| \| \| \| \| \| \| \| \| \| \| \| |           |                                  |   |    |          |    |    |
| 1 |           | Philipp Kohlschreiber            | 4 | 6  | 6        | 62 | 65 |
| 1 |           | Steve Darcis                     | 6 | 3  | 2        | 7  | 7  |
| 2 |           | Alexander Zverev                 | 6 | 6  | 6        |    |    |
| 2 |           | Arthur De Greef                  | 3 | 3  | 4        |    |    |
| 3 |           | Alexander Zverev - Mischa Zverev | 3 | 64 | 6        | 6  | 3  |
| 3 |           | R. Bemelmans - J. De Loore       | 6 | 7  | 4        | 4  | 6  |
| |           |                                  |   |    |          |    |    |
| 4 |           | Alexander Zverev                 | 6 | 4  | 4        | 68 |    |
| 4 |           | Steve Darcis                     | 2 | 6  | 6        | 7  |    |
| |           |                                  |   |    |          |    |    |
| 5 |           | Mischa Zverev                    | 5 | 1  |          |    |    |
| 5 |           | Ruben Bemelmans                  | 7 | 6  |          |    |    |
| |           |                                  |   |    |          |    |    |

| 1 |  | Philipp Kohlschreiber            | 4 | 6  | 6 | 62 | 65 |
| 1 |  | Steve Darcis                     | 6 | 3  | 2 | 7  | 7  |
| 2 |  | Alexander Zverev                 | 6 | 6  | 6 |    |    |
| 2 |  | Arthur De Greef                  | 3 | 3  | 4 |    |    |
| 3 |  | Alexander Zverev - Mischa Zverev | 3 | 64 | 6 | 6  | 3  |
| 3 |  | R. Bemelmans - J. De Loore       | 6 | 7  | 4 | 4  | 6  |
|   |  |                                  |   |    |   |    |    |
| 4 |  | Alexander Zverev                 | 6 | 4  | 4 | 68 |    |
| 4 |  | Steve Darcis                     | 2 | 6  | 6 | 7  |    |
|   |  |                                  |   |    |   |    |    |
| 5 |  | Mischa Zverev                    | 5 | 1  |   |    |    |
| 5 |  | Ruben Bemelmans                  | 7 | 6  |   |    |    |
|   |  |                                  |   |    |   |    |    |

| | Australie | 4                        | -  | 1 | Tchéquie |  |  |
| --- | --------- | ------------------------ | -- | - | -------- |  |  |
| Kooyong Lawn Tennis Club, Melbourne, Australie |           |                          |    |   |          |  |  |
| du 3 au 5 février 2017 sur dur (ext.) |           |                          |    |   |          |  |  |
| \| 1 \| \| Jordan Thompson \| 6 \| 6 \| 6 \| \| \| \| 1 \| \| Jiří Veselý \| 3 \| 3 \| 4 \| \| \| \| 2 \| \| Nick Kyrgios \| 6 \| 6 \| 6 \| \| \| \| 2 \| \| Jan Šátral \| 2 \| 3 \| 2 \| \| \| \| 3 \| \| Sam Groth - John Peers \| 6 \| 6 \| 6 \| \| \| \| 3 \| \| Jan Šátral - Jiří Veselý \| 3 \| 2 \| 2 \| \| \| \| \| \| \| \| \| \| \| \| \| 4 \| \| Sam Groth \| 6 \| 5 \| 3 \| \| \| \| 4 \| \| Jiří Veselý \| 3 \| 7 \| 6 \| \| \| \| \| \| \| \| \| \| \| \| \| 5 \| \| Jordan Thompson \| 7 \| 6 \| \| \| \| \| 5 \| \| Jan Šátral \| 65 \| 2 \| \| \| \| \| \| \| \| \| \| \| \| \| |           |                          |    |   |          |  |  |
| 1 |           | Jordan Thompson          | 6  | 6 | 6        |  |  |
| 1 |           | Jiří Veselý              | 3  | 3 | 4        |  |  |
| 2 |           | Nick Kyrgios             | 6  | 6 | 6        |  |  |
| 2 |           | Jan Šátral               | 2  | 3 | 2        |  |  |
| 3 |           | Sam Groth - John Peers   | 6  | 6 | 6        |  |  |
| 3 |           | Jan Šátral - Jiří Veselý | 3  | 2 | 2        |  |  |
| |           |                          |    |   |          |  |  |
| 4 |           | Sam Groth                | 6  | 5 | 3        |  |  |
| 4 |           | Jiří Veselý              | 3  | 7 | 6        |  |  |
| |           |                          |    |   |          |  |  |
| 5 |           | Jordan Thompson          | 7  | 6 |          |  |  |
| 5 |           | Jan Šátral               | 65 | 2 |          |  |  |
| |           |                          |    |   |          |  |  |

| 1 |  | Jordan Thompson          | 6  | 6 | 6 |  |  |
| 1 |  | Jiří Veselý              | 3  | 3 | 4 |  |  |
| 2 |  | Nick Kyrgios             | 6  | 6 | 6 |  |  |
| 2 |  | Jan Šátral               | 2  | 3 | 2 |  |  |
| 3 |  | Sam Groth - John Peers   | 6  | 6 | 6 |  |  |
| 3 |  | Jan Šátral - Jiří Veselý | 3  | 2 | 2 |  |  |
|   |  |                          |    |   |   |  |  |
| 4 |  | Sam Groth                | 6  | 5 | 3 |  |  |
| 4 |  | Jiří Veselý              | 3  | 7 | 6 |  |  |
|   |  |                          |    |   |   |  |  |
| 5 |  | Jordan Thompson          | 7  | 6 |   |  |  |
| 5 |  | Jan Šátral               | 65 | 2 |   |  |  |
|   |  |                          |    |   |   |  |  |

| | États-Unis | 5                               | -  | 0 | Suisse |    |  |
| --- | ---------- | ------------------------------- | -- | - | ------ | -- |  |
| Legacy Arena / BJCC, Birmingham, AL, États-Unis |            |                                 |    |   |        |    |  |
| du 3 au 5 février 2017 sur dur (int.) |            |                                 |    |   |        |    |  |
| \| 1 \| \| Jack Sock \| 6 \| 6 \| 6 \| \| \| \| 1 \| \| Marco Chiudinelli \| 4 \| 3 \| 1 \| \| \| \| 2 \| \| John Isner \| 4 \| 6 \| 6 \| 7 \| \| \| 2 \| \| Henri Laaksonen \| 6 \| 2 \| 2 \| 61 \| \| \| 3 \| \| Steve Johnson - Jack Sock \| 7 \| 6 \| 7 \| \| \| \| 3 \| \| Adrien Bossel - Henri Laaksonen \| 63 \| 3 \| 65 \| \| \| \| \| \| \| \| \| \| \| \| \| 4 \| \| Sam Querrey \| 6 \| 7 \| \| \| \| \| 4 \| \| Adrien Bossel \| 3 \| 5 \| \| \| \| \| \| \| \| \| \| \| \| \| \| 5 \| \| Steve Johnson \| 6 \| 6 \| \| \| \| \| 5 \| \| Antoine Bellier \| 4 \| 3 \| \| \| \| \| \| \| \| \| \| \| \| \| |            |                                 |    |   |        |    |  |
| 1 |            | Jack Sock                       | 6  | 6 | 6      |    |  |
| 1 |            | Marco Chiudinelli               | 4  | 3 | 1      |    |  |
| 2 |            | John Isner                      | 4  | 6 | 6      | 7  |  |
| 2 |            | Henri Laaksonen                 | 6  | 2 | 2      | 61 |  |
| 3 |            | Steve Johnson - Jack Sock       | 7  | 6 | 7      |    |  |
| 3 |            | Adrien Bossel - Henri Laaksonen | 63 | 3 | 65     |    |  |
| |            |                                 |    |   |        |    |  |
| 4 |            | Sam Querrey                     | 6  | 7 |        |    |  |
| 4 |            | Adrien Bossel                   | 3  | 5 |        |    |  |
| |            |                                 |    |   |        |    |  |
| 5 |            | Steve Johnson                   | 6  | 6 |        |    |  |
| 5 |            | Antoine Bellier                 | 4  | 3 |        |    |  |
| |            |                                 |    |   |        |    |  |

| 1 |  | Jack Sock                       | 6  | 6 | 6  |    |  |
| 1 |  | Marco Chiudinelli               | 4  | 3 | 1  |    |  |
| 2 |  | John Isner                      | 4  | 6 | 6  | 7  |  |
| 2 |  | Henri Laaksonen                 | 6  | 2 | 2  | 61 |  |
| 3 |  | Steve Johnson - Jack Sock       | 7  | 6 | 7  |    |  |
| 3 |  | Adrien Bossel - Henri Laaksonen | 63 | 3 | 65 |    |  |
|   |  |                                 |    |   |    |    |  |
| 4 |  | Sam Querrey                     | 6  | 7 |    |    |  |
| 4 |  | Adrien Bossel                   | 3  | 5 |    |    |  |
|   |  |                                 |    |   |    |    |  |
| 5 |  | Steve Johnson                   | 6  | 6 |    |    |  |
| 5 |  | Antoine Bellier                 | 4  | 3 |    |    |  |
|   |  |                                 |    |   |    |    |  |

| | Japon | 1                                 | - | 4 | France |  |  |
| --- | ----- | --------------------------------- | - | - | ------ |  |  |
| Ariake Coliseum, Tokyo, Japon |       |                                   |   |   |        |  |  |
| du 3 au 5 février 2017 sur dur (int.) |       |                                   |   |   |        |  |  |
| \| 1 \| \| Taro Daniel \| 2 \| 3 \| 2 \| \| \| \| 1 \| \| Richard Gasquet \| 6 \| 6 \| 6 \| \| \| \| 2 \| \| Yoshihito Nishioka \| 3 \| 3 \| 4 \| \| \| \| 2 \| \| Gilles Simon \| 6 \| 6 \| 6 \| \| \| \| 3 \| \| Yuichi Sugita - Yasutaka Uchiyama \| 3 \| 4 \| 4 \| \| \| \| 3 \| \| P.-H. Herbert - N. Mahut \| 6 \| 6 \| 6 \| \| \| \| \| \| \| \| \| \| \| \| \| 4 \| \| Yoshihito Nishioka \| 1 \| 1 \| ab. \| \| \| \| 4 \| \| Nicolas Mahut \| 6 \| 1 \| \| \| \| \| \| \| \| \| \| \| \| \| \| 5 \| \| Yasutaka Uchiyama \| 6 \| 6 \| \| \| \| \| 5 \| \| Pierre-Hugues Herbert \| 4 \| 4 \| \| \| \| \| \| \| \| \| \| \| \| \| |       |                                   |   |   |        |  |  |
| 1 |       | Taro Daniel                       | 2 | 3 | 2      |  |  |
| 1 |       | Richard Gasquet                   | 6 | 6 | 6      |  |  |
| 2 |       | Yoshihito Nishioka                | 3 | 3 | 4      |  |  |
| 2 |       | Gilles Simon                      | 6 | 6 | 6      |  |  |
| 3 |       | Yuichi Sugita - Yasutaka Uchiyama | 3 | 4 | 4      |  |  |
| 3 |       | P.-H. Herbert - N. Mahut          | 6 | 6 | 6      |  |  |
| |       |                                   |   |   |        |  |  |
| 4 |       | Yoshihito Nishioka                | 1 | 1 | ab.    |  |  |
| 4 |       | Nicolas Mahut                     | 6 | 1 |        |  |  |
| |       |                                   |   |   |        |  |  |
| 5 |       | Yasutaka Uchiyama                 | 6 | 6 |        |  |  |
| 5 |       | Pierre-Hugues Herbert             | 4 | 4 |        |  |  |
| |       |                                   |   |   |        |  |  |

| 1 |  | Taro Daniel                       | 2 | 3 | 2   |  |  |
| 1 |  | Richard Gasquet                   | 6 | 6 | 6   |  |  |
| 2 |  | Yoshihito Nishioka                | 3 | 3 | 4   |  |  |
| 2 |  | Gilles Simon                      | 6 | 6 | 6   |  |  |
| 3 |  | Yuichi Sugita - Yasutaka Uchiyama | 3 | 4 | 4   |  |  |
| 3 |  | P.-H. Herbert - N. Mahut          | 6 | 6 | 6   |  |  |
|   |  |                                   |   |   |     |  |  |
| 4 |  | Yoshihito Nishioka                | 1 | 1 | ab. |  |  |
| 4 |  | Nicolas Mahut                     | 6 | 1 |     |  |  |
|   |  |                                   |   |   |     |  |  |
| 5 |  | Yasutaka Uchiyama                 | 6 | 6 |     |  |  |
| 5 |  | Pierre-Hugues Herbert             | 4 | 4 |     |  |  |
|   |  |                                   |   |   |     |  |  |

| | Canada | 2                              | -  | 3  | Grande-Bretagne |     |  |
| --- | ------ | ------------------------------ | -- | -- | --------------- | --- |  |
| TD Place Arena, Ottawa, Canada |        |                                |    |    |                 |     |  |
| du 3 au 5 février 2017 sur dur (int.) |        |                                |    |    |                 |     |  |
| \| 1 \| \| Denis Shapovalov \| 3 \| 3 \| 4 \| \| \| \| 1 \| \| Daniel Evans \| 6 \| 6 \| 6 \| \| \| \| 2 \| \| Vasek Pospisil \| 6 \| 6 \| 7 \| \| \| \| 2 \| \| Kyle Edmund \| 4 \| 1 \| 63 \| \| \| \| 3 \| \| Daniel Nestor - Vasek Pospisil \| 61 \| 7 \| 63 \| 3 \| \| \| 3 \| \| Dominic Inglot - Jamie Murray \| 7 \| 63 \| 7 \| 6 \| \| \| \| \| \| \| \| \| \| \| \| 4 \| \| Vasek Pospisil \| 7 \| 6 \| 3 \| 7 \| \| \| 4 \| \| Daniel Evans \| 63 \| 4 \| 6 \| 65 \| \| \| \| \| \| \| \| \| \| \| \| 5 \| \| Denis Shapovalov \| 3 \| 4 \| 1 \| dsq \| \| \| 5 \| \| Kyle Edmund \| 6 \| 6 \| 2 \| \| \| \| \| \| \| \| \| \| \| \| |        |                                |    |    |                 |     |  |
| 1 |        | Denis Shapovalov               | 3  | 3  | 4               |     |  |
| 1 |        | Daniel Evans                   | 6  | 6  | 6               |     |  |
| 2 |        | Vasek Pospisil                 | 6  | 6  | 7               |     |  |
| 2 |        | Kyle Edmund                    | 4  | 1  | 63              |     |  |
| 3 |        | Daniel Nestor - Vasek Pospisil | 61 | 7  | 63              | 3   |  |
| 3 |        | Dominic Inglot - Jamie Murray  | 7  | 63 | 7               | 6   |  |
| |        |                                |    |    |                 |     |  |
| 4 |        | Vasek Pospisil                 | 7  | 6  | 3               | 7   |  |
| 4 |        | Daniel Evans                   | 63 | 4  | 6               | 65  |  |
| |        |                                |    |    |                 |     |  |
| 5 |        | Denis Shapovalov               | 3  | 4  | 1               | dsq |  |
| 5 |        | Kyle Edmund                    | 6  | 6  | 2               |     |  |
| |        |                                |    |    |                 |     |  |

| 1 |  | Denis Shapovalov               | 3  | 3  | 4  |     |  |
| 1 |  | Daniel Evans                   | 6  | 6  | 6  |     |  |
| 2 |  | Vasek Pospisil                 | 6  | 6  | 7  |     |  |
| 2 |  | Kyle Edmund                    | 4  | 1  | 63 |     |  |
| 3 |  | Daniel Nestor - Vasek Pospisil | 61 | 7  | 63 | 3   |  |
| 3 |  | Dominic Inglot - Jamie Murray  | 7  | 63 | 7  | 6   |  |
|   |  |                                |    |    |    |     |  |
| 4 |  | Vasek Pospisil                 | 7  | 6  | 3  | 7   |  |
| 4 |  | Daniel Evans                   | 63 | 4  | 6  | 65  |  |
|   |  |                                |    |    |    |     |  |
| 5 |  | Denis Shapovalov               | 3  | 4  | 1  | dsq |  |
| 5 |  | Kyle Edmund                    | 6  | 6  | 2  |     |  |
|   |  |                                |    |    |    |     |  |

| | Serbie          | 4                               | -   | 0    | Russie |   |     |
| --- | --------------- | ------------------------------- | --- | ---- | ------ | - | --- |
| Sportski centar Čair, Niš, Serbie |                 |                                 |     |      |        |   |     |
| du 3 au 5 février 2017 sur dur (int.) |                 |                                 |     |      |        |   |     |
| \| 1 \| \| Viktor Troicki \| 6 \| 63 \| 6 \| 1 \| 7 \| \| 1 \| \| Karen Khachanov \| 4 \| 7 \| 3 \| 6 \| 6 \| \| 2 \| \| Novak Djokovic \| 3 \| 6 \| 6 \| 1 \| \| \| 2 \| \| Daniil Medvedev \| 6 \| 4 \| 1 \| 0 \| ab. \| \| 3 \| \| Viktor Troicki - Nenad Zimonjić \| 6 \| 7 \| 65 \| 6 \| \| \| 3 \| \| K. Kravchuk - A. Kuznetsov \| 3 \| 63 \| 7 \| 4 \| \| \| \| \| \| \| \| \| \| \| \| 4 \| \| Dušan Lajović \| 6 \| 4 \| 6 \| \| \| \| 4 \| \| Konstantin Kravchuk \| 3 \| 6 \| 3 \| \| \| \| \| \| \| \| \| \| \| \| \| 5 \| \| Nenad Zimonjić \| Non \| joué \| \| \| \| \| 5 \| Daniil Medvedev \| \| \| \| \| \| \| \| \| \| \| \| \| \| \| \| |                 |                                 |     |      |        |   |     |
| 1 |                 | Viktor Troicki                  | 6   | 63   | 6      | 1 | 7   |
| 1 |                 | Karen Khachanov                 | 4   | 7    | 3      | 6 | 6   |
| 2 |                 | Novak Djokovic                  | 3   | 6    | 6      | 1 |     |
| 2 |                 | Daniil Medvedev                 | 6   | 4    | 1      | 0 | ab. |
| 3 |                 | Viktor Troicki - Nenad Zimonjić | 6   | 7    | 65     | 6 |     |
| 3 |                 | K. Kravchuk - A. Kuznetsov      | 3   | 63   | 7      | 4 |     |
| |                 |                                 |     |      |        |   |     |
| 4 |                 | Dušan Lajović                   | 6   | 4    | 6      |   |     |
| 4 |                 | Konstantin Kravchuk             | 3   | 6    | 3      |   |     |
| |                 |                                 |     |      |        |   |     |
| 5 |                 | Nenad Zimonjić                  | Non | joué |        |   |     |
| 5 | Daniil Medvedev |                                 |     |      |        |   |     |
| |                 |                                 |     |      |        |   |     |

| 1 |                 | Viktor Troicki                  | 6   | 63   | 6  | 1 | 7   |
| 1 |                 | Karen Khachanov                 | 4   | 7    | 3  | 6 | 6   |
| 2 |                 | Novak Djokovic                  | 3   | 6    | 6  | 1 |     |
| 2 |                 | Daniil Medvedev                 | 6   | 4    | 1  | 0 | ab. |
| 3 |                 | Viktor Troicki - Nenad Zimonjić | 6   | 7    | 65 | 6 |     |
| 3 |                 | K. Kravchuk - A. Kuznetsov      | 3   | 63   | 7  | 4 |     |
|   |                 |                                 |     |      |    |   |     |
| 4 |                 | Dušan Lajović                   | 6   | 4    | 6  |   |     |
| 4 |                 | Konstantin Kravchuk             | 3   | 6    | 3  |   |     |
|   |                 |                                 |     |      |    |   |     |
| 5 |                 | Nenad Zimonjić                  | Non | joué |    |   |     |
| 5 | Daniil Medvedev |                                 |     |      |    |   |     |
|   |                 |                                 |     |      |    |   |     |

| | Croatie | 2                              | -  | 3  | Espagne |   |   |
| --- | ------- | ------------------------------ | -- | -- | ------- | - | - |
| Dvorana Gradski vrt, Osijek, Croatie |         |                                |    |    |         |   |   |
| du 3 au 5 février 2017 sur dur (int.) |         |                                |    |    |         |   |   |
| \| 1 \| \| Franko Škugor \| 3 \| 6 \| 6 \| 4 \| 7 \| \| 1 \| \| Pablo Carreño-Busta \| 6 \| 3 \| 4 \| 6 \| 6 \| \| 2 \| \| Ante Pavić \| 4 \| 2 \| 3 \| \| \| \| 2 \| \| Roberto Bautista-Agut \| 6 \| 6 \| 6 \| \| \| \| 3 \| \| Nikola Mektić - Marin Draganja \| 6 \| 7 \| 7 \| 2 \| 6 \| \| 3 \| \| Feliciano López - Marc López \| 7 \| 67 \| 65 \| 6 \| 4 \| \| \| \| \| \| \| \| \| \| \| 4 \| \| Franko Škugor \| 1 \| 7 \| 3 \| 6 \| \| \| 4 \| \| Roberto Bautista-Agut \| 6 \| 64 \| 6 \| 7 \| \| \| \| \| \| \| \| \| \| \| \| 5 \| \| Nikola Mektić \| 64 \| 1 \| 4 \| \| \| \| 5 \| \| Pablo Carreño-Busta \| 7 \| 6 \| 6 \| \| \| \| \| \| \| \| \| \| \| \| |         |                                |    |    |         |   |   |
| 1 |         | Franko Škugor                  | 3  | 6  | 6       | 4 | 7 |
| 1 |         | Pablo Carreño-Busta            | 6  | 3  | 4       | 6 | 6 |
| 2 |         | Ante Pavić                     | 4  | 2  | 3       |   |   |
| 2 |         | Roberto Bautista-Agut          | 6  | 6  | 6       |   |   |
| 3 |         | Nikola Mektić - Marin Draganja | 6  | 7  | 7       | 2 | 6 |
| 3 |         | Feliciano López - Marc López   | 7  | 67 | 65      | 6 | 4 |
| |         |                                |    |    |         |   |   |
| 4 |         | Franko Škugor                  | 1  | 7  | 3       | 6 |   |
| 4 |         | Roberto Bautista-Agut          | 6  | 64 | 6       | 7 |   |
| |         |                                |    |    |         |   |   |
| 5 |         | Nikola Mektić                  | 64 | 1  | 4       |   |   |
| 5 |         | Pablo Carreño-Busta            | 7  | 6  | 6       |   |   |
| |         |                                |    |    |         |   |   |

| 1 |  | Franko Škugor                  | 3  | 6  | 6  | 4 | 7 |
| 1 |  | Pablo Carreño-Busta            | 6  | 3  | 4  | 6 | 6 |
| 2 |  | Ante Pavić                     | 4  | 2  | 3  |   |   |
| 2 |  | Roberto Bautista-Agut          | 6  | 6  | 6  |   |   |
| 3 |  | Nikola Mektić - Marin Draganja | 6  | 7  | 7  | 2 | 6 |
| 3 |  | Feliciano López - Marc López   | 7  | 67 | 65 | 6 | 4 |
|   |  |                                |    |    |    |   |   |
| 4 |  | Franko Škugor                  | 1  | 7  | 3  | 6 |   |
| 4 |  | Roberto Bautista-Agut          | 6  | 64 | 6  | 7 |   |
|   |  |                                |    |    |    |   |   |
| 5 |  | Nikola Mektić                  | 64 | 1  | 4  |   |   |
| 5 |  | Pablo Carreño-Busta            | 7  | 6  | 6  |   |   |
|   |  |                                |    |    |    |   |   |

##### Quarts de finale
| | Belgique | 3                              | -  | 2  | Italie |    |   |
| --- | -------- | ------------------------------ | -- | -- | ------ | -- | - |
| Spiroudome, Charleroi, Belgique |          |                                |    |    |        |    |   |
| du 7 au 9 avril 2017 sur dur (int.) |          |                                |    |    |        |    |   |
| \| 1 \| \| Steve Darcis \| 63 \| 6 \| 6 \| 7 \| \| \| 1 \| \| Paolo Lorenzi \| 7 \| 1 \| 1 \| 64 \| \| \| 2 \| \| David Goffin \| 6 \| 6 \| 6 \| \| \| \| 2 \| \| Andreas Seppi \| 4 \| 3 \| 3 \| \| \| \| 3 \| \| R. Bemelmans - J. De Loore \| 6 \| 3 \| 4 \| 6 \| 6 \| \| 3 \| \| Simone Bolelli - Andreas Seppi \| 4 \| 6 \| 6 \| 3 \| 7 \| \| \| \| \| \| \| \| \| \| \| 4 \| \| David Goffin \| 6 \| 6 \| 6 \| \| \| \| 4 \| \| Paolo Lorenzi \| 3 \| 3 \| 2 \| \| \| \| \| \| \| \| \| \| \| \| \| 5 \| \| Joris De Loore \| 4 \| 69 \| \| \| \| \| 5 \| \| Alessandro Giannessi \| 6 \| 7 \| \| \| \| \| \| \| \| \| \| \| \| \| |          |                                |    |    |        |    |   |
| 1 |          | Steve Darcis                   | 63 | 6  | 6      | 7  |   |
| 1 |          | Paolo Lorenzi                  | 7  | 1  | 1      | 64 |   |
| 2 |          | David Goffin                   | 6  | 6  | 6      |    |   |
| 2 |          | Andreas Seppi                  | 4  | 3  | 3      |    |   |
| 3 |          | R. Bemelmans - J. De Loore     | 6  | 3  | 4      | 6  | 6 |
| 3 |          | Simone Bolelli - Andreas Seppi | 4  | 6  | 6      | 3  | 7 |
| |          |                                |    |    |        |    |   |
| 4 |          | David Goffin                   | 6  | 6  | 6      |    |   |
| 4 |          | Paolo Lorenzi                  | 3  | 3  | 2      |    |   |
| |          |                                |    |    |        |    |   |
| 5 |          | Joris De Loore                 | 4  | 69 |        |    |   |
| 5 |          | Alessandro Giannessi           | 6  | 7  |        |    |   |
| |          |                                |    |    |        |    |   |

| 1 |  | Steve Darcis                   | 63 | 6  | 6 | 7  |   |
| 1 |  | Paolo Lorenzi                  | 7  | 1  | 1 | 64 |   |
| 2 |  | David Goffin                   | 6  | 6  | 6 |    |   |
| 2 |  | Andreas Seppi                  | 4  | 3  | 3 |    |   |
| 3 |  | R. Bemelmans - J. De Loore     | 6  | 3  | 4 | 6  | 6 |
| 3 |  | Simone Bolelli - Andreas Seppi | 4  | 6  | 6 | 3  | 7 |
|   |  |                                |    |    |   |    |   |
| 4 |  | David Goffin                   | 6  | 6  | 6 |    |   |
| 4 |  | Paolo Lorenzi                  | 3  | 3  | 2 |    |   |
|   |  |                                |    |    |   |    |   |
| 5 |  | Joris De Loore                 | 4  | 69 |   |    |   |
| 5 |  | Alessandro Giannessi           | 6  | 7  |   |    |   |
|   |  |                                |    |    |   |    |   |

| | Australie | 3                         | -  | 2  | États-Unis |   |   |
| --- | --------- | ------------------------- | -- | -- | ---------- | - | - |
| Pat Rafter Arena, Brisbane, Australie |           |                           |    |    |            |   |   |
| du 7 au 9 avril 2017 sur dur (ext.) |           |                           |    |    |            |   |   |
| \| 1 \| \| Jordan Thompson \| 6 \| 3 \| 7 \| 6 \| \| \| 1 \| \| Jack Sock \| 3 \| 6 \| 64 \| 4 \| \| \| 2 \| \| Nick Kyrgios \| 7 \| 7 \| 7 \| \| \| \| 2 \| \| John Isner \| 5 \| 65 \| 65 \| \| \| \| 3 \| \| Sam Groth - John Peers \| 6 \| 3 \| 2 \| 6 \| 3 \| \| 3 \| \| Steve Johnson - Jack Sock \| 3 \| 6 \| 6 \| 2 \| 6 \| \| \| \| \| \| \| \| \| \| \| 4 \| \| Nick Kyrgios \| 7 \| 6 \| 6 \| \| \| \| 4 \| \| Sam Querrey \| 64 \| 3 \| 4 \| \| \| \| \| \| \| \| \| \| \| \| \| 5 \| \| Sam Groth \| 65 \| 3 \| \| \| \| \| 5 \| \| John Isner \| 7 \| 6 \| \| \| \| \| \| \| \| \| \| \| \| \| |           |                           |    |    |            |   |   |
| 1 |           | Jordan Thompson           | 6  | 3  | 7          | 6 |   |
| 1 |           | Jack Sock                 | 3  | 6  | 64         | 4 |   |
| 2 |           | Nick Kyrgios              | 7  | 7  | 7          |   |   |
| 2 |           | John Isner                | 5  | 65 | 65         |   |   |
| 3 |           | Sam Groth - John Peers    | 6  | 3  | 2          | 6 | 3 |
| 3 |           | Steve Johnson - Jack Sock | 3  | 6  | 6          | 2 | 6 |
| |           |                           |    |    |            |   |   |
| 4 |           | Nick Kyrgios              | 7  | 6  | 6          |   |   |
| 4 |           | Sam Querrey               | 64 | 3  | 4          |   |   |
| |           |                           |    |    |            |   |   |
| 5 |           | Sam Groth                 | 65 | 3  |            |   |   |
| 5 |           | John Isner                | 7  | 6  |            |   |   |
| |           |                           |    |    |            |   |   |

| 1 |  | Jordan Thompson           | 6  | 3  | 7  | 6 |   |
| 1 |  | Jack Sock                 | 3  | 6  | 64 | 4 |   |
| 2 |  | Nick Kyrgios              | 7  | 7  | 7  |   |   |
| 2 |  | John Isner                | 5  | 65 | 65 |   |   |
| 3 |  | Sam Groth - John Peers    | 6  | 3  | 2  | 6 | 3 |
| 3 |  | Steve Johnson - Jack Sock | 3  | 6  | 6  | 2 | 6 |
|   |  |                           |    |    |    |   |   |
| 4 |  | Nick Kyrgios              | 7  | 6  | 6  |   |   |
| 4 |  | Sam Querrey               | 64 | 3  | 4  |   |   |
|   |  |                           |    |    |    |   |   |
| 5 |  | Sam Groth                 | 65 | 3  |    |   |   |
| 5 |  | John Isner                | 7  | 6  |    |   |   |
|   |  |                           |    |    |    |   |   |

| | France | 4                             | -  | 1 | Grande-Bretagne |   |  |
| --- | ------ | ----------------------------- | -- | - | --------------- | - |  |
| Kindarena, Rouen, France |        |                               |    |   |                 |   |  |
| du 7 au 9 avril 2017 sur terre battue (int.) |        |                               |    |   |                 |   |  |
| \| 1 \| \| Lucas Pouille \| 7 \| 7 \| 6 \| \| \| \| 1 \| \| Kyle Edmund \| 5 \| 6 \| 3 \| \| \| \| 2 \| \| Jérémy Chardy \| 6 \| 6 \| 6 \| \| \| \| 2 \| \| Daniel Evans \| 2 \| 3 \| 3 \| \| \| \| 3 \| \| J. Benneteau - N. Mahut \| 7 \| 5 \| 7 \| 7 \| \| \| 3 \| \| Dominic Inglot - Jamie Murray \| 67 \| 7 \| 5 \| 5 \| \| \| \| \| \| \| \| \| \| \| \| 4 \| \| Julien Benneteau \| 1 \| 2 \| \| \| \| \| 4 \| \| Daniel Evans \| 6 \| 6 \| \| \| \| \| \| \| \| \| \| \| \| \| \| 5 \| \| Jérémy Chardy \| 6 \| 6 \| \| \| \| \| 5 \| \| Kyle Edmund \| 4 \| 4 \| \| \| \| \| \| \| \| \| \| \| \| \| |        |                               |    |   |                 |   |  |
| 1 |        | Lucas Pouille                 | 7  | 7 | 6               |   |  |
| 1 |        | Kyle Edmund                   | 5  | 6 | 3               |   |  |
| 2 |        | Jérémy Chardy                 | 6  | 6 | 6               |   |  |
| 2 |        | Daniel Evans                  | 2  | 3 | 3               |   |  |
| 3 |        | J. Benneteau - N. Mahut       | 7  | 5 | 7               | 7 |  |
| 3 |        | Dominic Inglot - Jamie Murray | 67 | 7 | 5               | 5 |  |
| |        |                               |    |   |                 |   |  |
| 4 |        | Julien Benneteau              | 1  | 2 |                 |   |  |
| 4 |        | Daniel Evans                  | 6  | 6 |                 |   |  |
| |        |                               |    |   |                 |   |  |
| 5 |        | Jérémy Chardy                 | 6  | 6 |                 |   |  |
| 5 |        | Kyle Edmund                   | 4  | 4 |                 |   |  |
| |        |                               |    |   |                 |   |  |

| 1 |  | Lucas Pouille                 | 7  | 7 | 6 |   |  |
| 1 |  | Kyle Edmund                   | 5  | 6 | 3 |   |  |
| 2 |  | Jérémy Chardy                 | 6  | 6 | 6 |   |  |
| 2 |  | Daniel Evans                  | 2  | 3 | 3 |   |  |
| 3 |  | J. Benneteau - N. Mahut       | 7  | 5 | 7 | 7 |  |
| 3 |  | Dominic Inglot - Jamie Murray | 67 | 7 | 5 | 5 |  |
|   |  |                               |    |   |   |   |  |
| 4 |  | Julien Benneteau              | 1  | 2 |   |   |  |
| 4 |  | Daniel Evans                  | 6  | 6 |   |   |  |
|   |  |                               |    |   |   |   |  |
| 5 |  | Jérémy Chardy                 | 6  | 6 |   |   |  |
| 5 |  | Kyle Edmund                   | 4  | 4 |   |   |  |
|   |  |                               |    |   |   |   |  |

| | Serbie | 4                                | - | 1  | Espagne |   |   |
| --- | ------ | -------------------------------- | - | -- | ------- | - | - |
| Aleksandar Nikolić Arena, Belgrade, Serbie |        |                                  |   |    |         |   |   |
| du 7 au 9 avril 2017 sur dur (int.) |        |                                  |   |    |         |   |   |
| \| 1 \| \| Novak Djokovic \| 6 \| 6 \| 6 \| \| \| \| 1 \| \| Albert Ramos-Viñolas \| 3 \| 4 \| 2 \| \| \| \| 2 \| \| Viktor Troicki \| 6 \| 6 \| 6 \| \| \| \| 2 \| \| Pablo Carreño-Busta \| 3 \| 4 \| 3 \| \| \| \| 3 \| \| Viktor Troicki - Nenad Zimonjić \| 4 \| 7 \| 6 \| 4 \| 6 \| \| 3 \| \| Pablo Carreño-Busta - Marc López \| 6 \| 64 \| 0 \| 6 \| 2 \| \| \| \| \| \| \| \| \| \| \| 4 \| \| Dušan Lajović \| 2 \| 6 \| 6 \| \| \| \| 4 \| \| Jaume Munar \| 6 \| 1 \| 4 \| \| \| \| \| \| \| \| \| \| \| \| \| 5 \| \| Nenad Zimonjić \| 2 \| 1 \| \| \| \| \| 5 \| \| Albert Ramos-Viñolas \| 6 \| 6 \| \| \| \| \| \| \| \| \| \| \| \| \| |        |                                  |   |    |         |   |   |
| 1 |        | Novak Djokovic                   | 6 | 6  | 6       |   |   |
| 1 |        | Albert Ramos-Viñolas             | 3 | 4  | 2       |   |   |
| 2 |        | Viktor Troicki                   | 6 | 6  | 6       |   |   |
| 2 |        | Pablo Carreño-Busta              | 3 | 4  | 3       |   |   |
| 3 |        | Viktor Troicki - Nenad Zimonjić  | 4 | 7  | 6       | 4 | 6 |
| 3 |        | Pablo Carreño-Busta - Marc López | 6 | 64 | 0       | 6 | 2 |
| |        |                                  |   |    |         |   |   |
| 4 |        | Dušan Lajović                    | 2 | 6  | 6       |   |   |
| 4 |        | Jaume Munar                      | 6 | 1  | 4       |   |   |
| |        |                                  |   |    |         |   |   |
| 5 |        | Nenad Zimonjić                   | 2 | 1  |         |   |   |
| 5 |        | Albert Ramos-Viñolas             | 6 | 6  |         |   |   |
| |        |                                  |   |    |         |   |   |

| 1 |  | Novak Djokovic                   | 6 | 6  | 6 |   |   |
| 1 |  | Albert Ramos-Viñolas             | 3 | 4  | 2 |   |   |
| 2 |  | Viktor Troicki                   | 6 | 6  | 6 |   |   |
| 2 |  | Pablo Carreño-Busta              | 3 | 4  | 3 |   |   |
| 3 |  | Viktor Troicki - Nenad Zimonjić  | 4 | 7  | 6 | 4 | 6 |
| 3 |  | Pablo Carreño-Busta - Marc López | 6 | 64 | 0 | 6 | 2 |
|   |  |                                  |   |    |   |   |   |
| 4 |  | Dušan Lajović                    | 2 | 6  | 6 |   |   |
| 4 |  | Jaume Munar                      | 6 | 1  | 4 |   |   |
|   |  |                                  |   |    |   |   |   |
| 5 |  | Nenad Zimonjić                   | 2 | 1  |   |   |   |
| 5 |  | Albert Ramos-Viñolas             | 6 | 6  |   |   |   |
|   |  |                                  |   |    |   |   |   |

##### Demi-finales
| | Belgique | 3                            | -  | 2 | Australie |   |   |
| --- | -------- | ---------------------------- | -- | - | --------- | - | - |
| Palais 12, Bruxelles, Belgique |          |                              |    |   |           |   |   |
| du 15 au 17 septembre 2017 sur terre battue (int.) |          |                              |    |   |           |   |   |
| \| 1 \| \| David Goffin \| 64 \| 6 \| 6 \| 7 \| \| \| 1 \| \| John Millman \| 7 \| 4 \| 3 \| 5 \| \| \| 2 \| \| Steve Darcis \| 3 \| 6 \| 7 \| 1 \| 2 \| \| 2 \| \| Nick Kyrgios \| 6 \| 3 \| 65 \| 6 \| 6 \| \| 3 \| \| R. Bemelmans - A. De Greef \| 3 \| 4 \| 0 \| \| \| \| 3 \| \| John Peers - Jordan Thompson \| 6 \| 6 \| 6 \| \| \| \| \| \| \| \| \| \| \| \| \| 4 \| \| David Goffin \| 64 \| 6 \| 6 \| 6 \| \| \| 4 \| \| Nick Kyrgios \| 7 \| 4 \| 4 \| 4 \| \| \| \| \| \| \| \| \| \| \| \| 5 \| \| Steve Darcis \| 6 \| 7 \| 6 \| \| \| \| 5 \| \| Jordan Thompson \| 4 \| 5 \| 2 \| \| \| \| \| \| \| \| \| \| \| \| |          |                              |    |   |           |   |   |
| 1 |          | David Goffin                 | 64 | 6 | 6         | 7 |   |
| 1 |          | John Millman                 | 7  | 4 | 3         | 5 |   |
| 2 |          | Steve Darcis                 | 3  | 6 | 7         | 1 | 2 |
| 2 |          | Nick Kyrgios                 | 6  | 3 | 65        | 6 | 6 |
| 3 |          | R. Bemelmans - A. De Greef   | 3  | 4 | 0         |   |   |
| 3 |          | John Peers - Jordan Thompson | 6  | 6 | 6         |   |   |
| |          |                              |    |   |           |   |   |
| 4 |          | David Goffin                 | 64 | 6 | 6         | 6 |   |
| 4 |          | Nick Kyrgios                 | 7  | 4 | 4         | 4 |   |
| |          |                              |    |   |           |   |   |
| 5 |          | Steve Darcis                 | 6  | 7 | 6         |   |   |
| 5 |          | Jordan Thompson              | 4  | 5 | 2         |   |   |
| |          |                              |    |   |           |   |   |

| 1 |  | David Goffin                 | 64 | 6 | 6  | 7 |   |
| 1 |  | John Millman                 | 7  | 4 | 3  | 5 |   |
| 2 |  | Steve Darcis                 | 3  | 6 | 7  | 1 | 2 |
| 2 |  | Nick Kyrgios                 | 6  | 3 | 65 | 6 | 6 |
| 3 |  | R. Bemelmans - A. De Greef   | 3  | 4 | 0  |   |   |
| 3 |  | John Peers - Jordan Thompson | 6  | 6 | 6  |   |   |
|   |  |                              |    |   |    |   |   |
| 4 |  | David Goffin                 | 64 | 6 | 6  | 6 |   |
| 4 |  | Nick Kyrgios                 | 7  | 4 | 4  | 4 |   |
|   |  |                              |    |   |    |   |   |
| 5 |  | Steve Darcis                 | 6  | 7 | 6  |   |   |
| 5 |  | Jordan Thompson              | 4  | 5 | 2  |   |   |
|   |  |                              |    |   |    |   |   |

| | France      | 3                              | -   | 1    | Serbie |    |  |
| --- | ----------- | ------------------------------ | --- | ---- | ------ | -- |  |
| Stade Pierre-Mauroy, Villeneuve-d'Ascq, France |             |                                |     |      |        |    |  |
| du 15 au 17 septembre 2017 sur terre battue (ext.) |             |                                |     |      |        |    |  |
| \| 1 \| \| Lucas Pouille \| 1 \| 6 \| 67 \| 65 \| \| \| 1 \| \| Dušan Lajović \| 6 \| 3 \| 7 \| 7 \| \| \| 2 \| \| Jo-Wilfried Tsonga \| 7 \| 6 \| 6 \| \| \| \| 2 \| \| Laslo Djere \| 62 \| 3 \| 3 \| \| \| \| 3 \| \| P.-H. Herbert - N. Mahut \| 6 \| 6 \| 7 \| \| \| \| 3 \| \| Filip Krajinović - N. Zimonjić \| 1 \| 2 \| 63 \| \| \| \| \| \| \| \| \| \| \| \| \| 4 \| \| Jo-Wilfried Tsonga \| 2 \| 6 \| 7 \| 6 \| \| \| 4 \| \| Dušan Lajović \| 6 \| 2 \| 65 \| 2 \| \| \| \| \| \| \| \| \| \| \| \| 5 \| \| Lucas Pouille \| Non \| joué \| \| \| \| \| 5 \| Laslo Djere \| \| \| \| \| \| \| \| \| \| \| \| \| \| \| \| |             |                                |     |      |        |    |  |
| 1 |             | Lucas Pouille                  | 1   | 6    | 67     | 65 |  |
| 1 |             | Dušan Lajović                  | 6   | 3    | 7      | 7  |  |
| 2 |             | Jo-Wilfried Tsonga             | 7   | 6    | 6      |    |  |
| 2 |             | Laslo Djere                    | 62  | 3    | 3      |    |  |
| 3 |             | P.-H. Herbert - N. Mahut       | 6   | 6    | 7      |    |  |
| 3 |             | Filip Krajinović - N. Zimonjić | 1   | 2    | 63     |    |  |
| |             |                                |     |      |        |    |  |
| 4 |             | Jo-Wilfried Tsonga             | 2   | 6    | 7      | 6  |  |
| 4 |             | Dušan Lajović                  | 6   | 2    | 65     | 2  |  |
| |             |                                |     |      |        |    |  |
| 5 |             | Lucas Pouille                  | Non | joué |        |    |  |
| 5 | Laslo Djere |                                |     |      |        |    |  |
| |             |                                |     |      |        |    |  |

| 1 |             | Lucas Pouille                  | 1   | 6    | 67 | 65 |  |
| 1 |             | Dušan Lajović                  | 6   | 3    | 7  | 7  |  |
| 2 |             | Jo-Wilfried Tsonga             | 7   | 6    | 6  |    |  |
| 2 |             | Laslo Djere                    | 62  | 3    | 3  |    |  |
| 3 |             | P.-H. Herbert - N. Mahut       | 6   | 6    | 7  |    |  |
| 3 |             | Filip Krajinović - N. Zimonjić | 1   | 2    | 63 |    |  |
|   |             |                                |     |      |    |    |  |
| 4 |             | Jo-Wilfried Tsonga             | 2   | 6    | 7  | 6  |  |
| 4 |             | Dušan Lajović                  | 6   | 2    | 65 | 2  |  |
|   |             |                                |     |      |    |    |  |
| 5 |             | Lucas Pouille                  | Non | joué |    |    |  |
| 5 | Laslo Djere |                                |     |      |    |    |  |
|   |             |                                |     |      |    |    |  |

##### Finale
La finale de la Coupe Davis 2017 se joue entre la France et la Belgique.
| | France | 3                          | -  | 2 | Belgique |   |  |
| --- | ------ | -------------------------- | -- | - | -------- | - |  |
| Stade Pierre-Mauroy, Villeneuve-d'Ascq, France |        |                            |    |   |          |   |  |
| du 24 au 26 novembre 2017 sur dur (int.) |        |                            |    |   |          |   |  |
| \| 1 \| \| Lucas Pouille \| 5 \| 3 \| 1 \| \| \| \| 1 \| \| David Goffin \| 7 \| 6 \| 6 \| \| \| \| 2 \| \| Jo-Wilfried Tsonga \| 6 \| 6 \| 6 \| \| \| \| 2 \| \| Steve Darcis \| 3 \| 2 \| 1 \| \| \| \| 3 \| \| R. Gasquet - P.-H. Herbert \| 6 \| 3 \| 7 \| 6 \| \| \| 3 \| \| R. Bemelmans - J. De Loore \| 1 \| 6 \| 62 \| 4 \| \| \| \| \| \| \| \| \| \| \| \| 4 \| \| Jo-Wilfried Tsonga \| 65 \| 3 \| 2 \| \| \| \| 4 \| \| David Goffin \| 7 \| 6 \| 6 \| \| \| \| \| \| \| \| \| \| \| \| \| 5 \| \| Lucas Pouille \| 6 \| 6 \| 6 \| \| \| \| 5 \| \| Steve Darcis \| 3 \| 1 \| 0 \| \| \| \| \| \| \| \| \| \| \| \| |        |                            |    |   |          |   |  |
| 1 |        | Lucas Pouille              | 5  | 3 | 1        |   |  |
| 1 |        | David Goffin               | 7  | 6 | 6        |   |  |
| 2 |        | Jo-Wilfried Tsonga         | 6  | 6 | 6        |   |  |
| 2 |        | Steve Darcis               | 3  | 2 | 1        |   |  |
| 3 |        | R. Gasquet - P.-H. Herbert | 6  | 3 | 7        | 6 |  |
| 3 |        | R. Bemelmans - J. De Loore | 1  | 6 | 62       | 4 |  |
| |        |                            |    |   |          |   |  |
| 4 |        | Jo-Wilfried Tsonga         | 65 | 3 | 2        |   |  |
| 4 |        | David Goffin               | 7  | 6 | 6        |   |  |
| |        |                            |    |   |          |   |  |
| 5 |        | Lucas Pouille              | 6  | 6 | 6        |   |  |
| 5 |        | Steve Darcis               | 3  | 1 | 0        |   |  |
| |        |                            |    |   |          |   |  |

### Barrages

#### Résumé
Les barrages voient s'affronter les nations ayant perdu au 1er tour du "Groupe Mondial" (GM) face aux vainqueurs des "Groupe I". Les nations victorieuses sont qualifiées pour le groupe mondial 2018. Les nations vaincues participent au "Groupe I" de leur zone géographique. Les barrages se déroulent en même temps que les demi-finales : du 15 au 17 septembre.
| Lieu      | Surface             | Hôtes       | Score | Visiteurs      |
| --------- | ------------------- | ----------- | ----- | -------------- |
| Astana    | dur (int.)          | Kazakhstan  | 3 - 1 | Argentine (GM) |
| Bogota*   | terre battue (ext.) | Colombie    | 1 - 4 | Croatie (GM)   |
| Bienne    | dur (int.)          | Suisse (GM) | 3 - 2 | Biélorussie    |
| La Haye   | terre battue (int.) | Pays-Bas    | 3 - 2 | Tchéquie (GM)  |
| Lisbonne* | terre battue (ext.) | Portugal    | 2 - 3 | Allemagne (GM) |
| Osaka*    | dur (ext.)          | Japon (GM)  | 3 - 1 | Brésil         |
| Budapest  | terre battue (ext.) | Hongrie     | 3 - 1 | Russie (GM)    |
| Edmonton* | dur (int.)          | Canada (GM) | 3 - 2 | Inde           |

* les équipes qui se rencontrent pour la 1re fois dans l'histoire de la compétition tirent au sort la nation qui reçoit.